# معارض شمبانيا

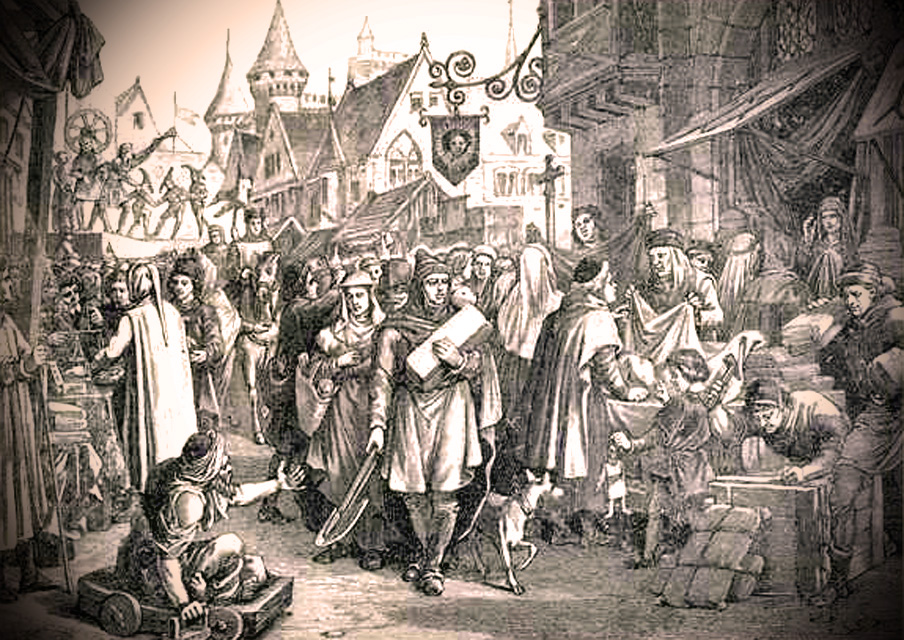

معارض شمبانية أو شمبانيا هي معارض تجارية سنوية عقدت في مدينتي شمبنية وبري الفرنسيتين في العصور الوسطى. تطورت من معارض زراعية محلية إلى محرك هام في إحياء الحياة الاقتصادية لأوروبا في العصور الوسطى. كانت بمثابة سوق رئيسي للمنسوجات والجلود والفراء والتوابل. في أوجها، في أواخر القرن الثاني عشر وفي القرن الثالث عشر، ربطت المعارض المدن المنتجة للقماش في البلدان المنخفضة بالصباغة الإيطالية ومراكز التصدير التي كانت جنوى في صدارتها.